# 법정지상권
법정지상권(法定地上權)은 법적으로 토지와 건물의 소유자가 달라지게 될 경우, 토지와 건물의 소유자 간에 토지 이용권에 대한 분쟁이 발생될 수 있는데, 이러한 문제를 해결하기 위해 건물 소유자에게 법률상 토지를 이용할 수 있도록 하는 취지로 제도화 된 것이다. 대한민국에서는 영미권과 달리 토지와 건물의 소유권이 별개라는 점에서 생긴 제도이다. 이 제도의 존재이유는 건물이 철거됨으로써 생길 수 있는 사회 경제적 손실을 방지하려는 공익의 실현이다
민법 규정상의 법정지상권으로는 전세권에서의 법정지상권과 저당권 실행 경매시의 법정지상권이 있다. 한편, 매매 등의 원인으로 건물 소유자와 토지 소유자가 달라진 경우에 관습법상 법정지상권이 판례상 인정되고 있다.

## 판례

### 불인정
- 동일인의 소유에 속하는 토지 및 그 지상 건물에 관하여 공동저당권이 설정된 후 그 지상 건물이 철거되고 새로 건물이 신축되어 두 건물 사이의 동일성이 부정되는 결과 공동저당권자가 신축건물의 교환가치를 취득할 수 없게 되었다면, 공동저당권자의 불측의 손해를 방지하기 위하여, 특별한 사정이 없는 한 저당물의 경매로 인하여 토지와 그 신축건물이 다른 소유자에 속하게 되더라도 그 신축건물을 위한 법정지상권은 성립하지 않는다[2]

## 참고 문헌
- 법률칼럼 임대차계약의 효력을 부정하고 관습법상의 법정지상권을 주장할 수 있는지요? 한남일보 2011.04.20
- 신창용, 유치권 법정지상권 공략 119, 다산북스 2010.

## 같이 보기
- 대한민국 민법 제366조